# Sächsische V K
Als Sächsische Gattung V K (sprich: fünf K) bezeichnete die Königlich Sächsischen Staatseisenbahnen vierfach gekuppelte Schmalspur-Dampflokomotiven, welche vor allem für die Müglitztalbahn vorgesehen waren. Die Deutsche Reichsbahn ordnete die Lokomotiven ab 1925 in die Baureihe 99.61 ein.

## Geschichte
Für die neigungsreiche Müglitztalbahn von Mügeln nach Geising-Altenberg entwickelte die Sächsische Maschinenfabrik in Chemnitz eine vierfach gekuppelte Lokomotive, die den Betrieb auf dieser Strecke besser bewältigen sollte als die bislang eingesetzten Gattungen I K und IV K.
In den Jahren 1901 und 1905 bis 1907 wurden insgesamt neun Lokomotiven in Dienst gestellt. Die Exemplare aus dem Jahr 1905 hatten ein geringfügig größeres Führerhaus.
Das neuartige Triebwerk mit Klien-Lindner-Achsen ermöglichte zwar nun das Durchfahren der engen Kurvenradien mit einer vierfach gekuppelten Lokomotive, aber letztlich erwies sich die neue Gattung V K als ebenso kompliziert und wartungsaufwendig wie die bewährte Gattung IV K.
Aus diesem Grunde wurde trotz besserer Anfahreigenschaften auf eine weitere Beschaffung dieser Lokomotiven verzichtet.
Alle neun Maschinen mit den Nummern 201 bis 209 wurden nach 1920 von der Deutschen Reichsbahn übernommen und erhielten 1925 die neuen Nummern 99 611 bis 99 619.
In den Jahren 1934 und 1942 wurden die Lokomotiven komplett ausgemustert. Vermutlich sind einige Lokomotiven im Fronteinsatz auf einem der Kriegsschauplätze des Zweiten Weltkrieges verblieben.

## Technische Merkmale
Der Kessel entsprach in seinen Abmessungen dem der Gattung IV K. Die Kesselspeisung erfolgte mit zwei Friedmann-Injektoren.
Als Dampfmaschine diente ein Zweizylinder-Verbundtriebwerk, welches die zweite Kuppelachse antrieb. Der rechts angeordnete Niederdruckzylinder war wegen seines großen Durchmessers etwas geneigt angeordnet worden. Die erste und vierte Kuppelachse waren als Klien-Lindner-Hohlachse ausgeführt, welche einen Außenrahmen mit Hallschen Kurbeln erforderten. Die Hohlachsen wurden über kreuzweise angeordnete Zugstangen gemeinsam radial eingestellt.
Zur Abbremsung der Lokomotive war ursprünglich eine Dampfbremse und eine Wurfhebelbremse vorgesehen. Zudem besaßen die Lokomotiven die Ausrüstung für die Heberleinbremse. Schon vor 1920 erhielten die Lokomotiven dann die neue Körting-Saugluftbremse für Lokomotive und Zug.
Der Wasservorrat war in seitlichen Behältern untergebracht, die Kohle befand sich in einem Kasten hinter dem Führerhaus.

## Einsatz
Die sechs beschafften Lokomotiven kamen bevorzugt auf der Müglitztalbahn zum Einsatz. Auch nach dem Erscheinen der stärkeren VI K blieben die Lokomotiven auf dieser Strecke. Nach dem Umbau der Müglitztalbahn auf Regelspur in den 1930er Jahren wurden die Lokomotiven dann auch auf andere Strecken umgesetzt. Belegt ist die Beheimatung der Lokomotiven in Mügeln und Thum sowie auf der Strecke Taubenheim–Dürrhennersdorf.